# Korda Imre
Korda Imre (Kiskunhalas, 1853. október 30. – Kiskunhalas, 1914. január 2.) író, újságíró, szerkesztő, gimnáziumi tanár.

## Élete
Kiskunhalason született, apja csizmadiamester volt. 1871-ben érettségizett a helyi gimnáziumban. A műegyetem elvégzéséhez nem voltak meg a megfelelő anyagi lehetőségei, ennek ellenére a fővárosban maradt, és 1874-től a pesti bölcsészkaron tanult. Egyetemi tanulmányai alatt megnősült, de ösztöndíjjal eljutott német és olasz földre is. 1881-1911 között a halasi gimnáziumban magyar nyelv és irodalom, francia nyelv valamint bölcselet tanárként dolgozott.

## Munkássága
A Magyar Nyelvőr című szaklapban írt a Kiskunhalasi nyelvjárásról (1886); és dolgozatot készített a Halotti Beszéd "ysa" szaváról. Tudományos munkásságához tartozott még és azt jól jellemzi, hogy angol, francia, német és olasz írókat fordított. 1888-ban jelent meg Stylistika és verstan: a gymnasiumok és reáliskolák IV. oszt. számára című tankönyve. Írói munkássága révén színdarabok, színművek, regények megírásaival is kísérletezett. Kiskunhalason halt meg 1914-ben, és a régi református temetőben található a sírja.
Újságírói munkássága és színvonalas írásai például állhatnak a mai és leendő sajtómunkatársaknak. 1873-tól a Jókai Mór szerkesztette szatirikus lap az Üstökös című hetilap munkatársa lett. 1878-tól a polgári liberális Egyetértés című napilap szerkesztőségi tagja, majd főmunkatársa lett. Angol, francia nyelveken fordított a Hon című újságnak, melyet szintén Jókai irányított. A Budapesti Hírlap munkatársaként tárcanovellákat írt. 1882-ben Halasi Újság címmel elindítja az első helyi lapot. Ez a kezdeményezés Kiskunhalason nagy sikernek örvendett, és a mai napig nem volt hasonlóan színvonalas folyóirata a városnak. Helytörténeti, történeti, irodalmi szakcikkek, riportok, novellák, tárcák színesítették a helyi, a hazai, a külföldi hírek kavalkádját.
1884-ig tartott ki a Korda-féle Halasi Újság, amely valószínűleg nyomdai, anyagi okok miatt volt kénytelen feladni egyszemélyes lapját. Ám követői, másolói tucat számra akadtak a későbbiekben. Viszont színvonalban, szerkesztésben, elhivatottságban utolérni nem sikerült senkinek sem.

## Írásai
Stylistika és verstan - a gymnasiumok és reáliskolák IV. osztálya számára. Általános Művelődési Központ; Bibó István Gimnázium; Kiskunhalasi Református Kollégium Szilády Áron Gimnáziuma, Kiskunhalas, 2000.

## Emlékezete
Sírja a kiskunhalasi református régi temetőben található.
Kiskunhalason utcanév.
A Szilády Áron Gimnáziumban termet neveztek el róla.